# 노성향교
노성향교(魯城鄕校)는 대한민국 충청남도 논산시 노성면에 있는 조선시대의 향교이다. 1984년 5월 17일 충청남도의 문화재자료 제74호 “노성향교대성전”으로 지정되었다가, 1997년 12월 23일 충청남도의 기념물 제118호 “노성향교”로 변경 지정되었다.

## 개요
향교는 공자와 여러 성현께 제사를 지내고, 지방민의 교육과 교화를 위해 나라에서 세운 교육기관이다.
노성향교는 본래 지금의 노성초등학교 자리에 세웠다고 하나 세운 시기를 정확하게 알 수 없고, 1700여 년경 지금 있는 자리로 옮겨 세웠다. 단지 조선 인조 9년(1631)에 대성전을 보수하였다는 명륜당 현판의 기록으로 보아 오래된 건물임을 알 수 있다. 현재 대성전, 동재, 서재, 삼문 등이 남아 있다.
대성전은 앞면 3칸·옆면 2칸 규모의 건물로 안쪽에는 공자를 중심으로 증자·맹자·안자·자사의 위패를 모시고 있다. 동무에는 송나라 1현(賢)과 한국 9현을, 서무에는 송나라 1현과 한국 9현의 위패를 모시고 있다. 이곳에서는 해마다 음력 2월에 제사를 지내고 있다.

## 참고 자료
- 노성향교 - 국가유산청 국가유산포털